# Игра на лъжи
Игра на лъжи (на испански: Juego de mentiras) е американска испаноезична теленовела, създадена от Себастиан Арау, режисирана от Едуардо Рипари, Рикардо Шварц и Уандари Гомес и продуцирана от Рафаел Уриостеги и Телемундо Глобал Студиос за Телемундо през 2023 г.
В главните роли са Арап Бетке, Алтаир Харабо, Мария Елиса Камарго и Родриго Гирао, а в отрицателните – Синтия Клитбо, Едуардо Яниес, Алисия Мачадо, Габриела Вергара и Алберто Касанова.

## Сюжет
Когато Адриана Молина изчезва, всички доказателства сочат съпруга ѝ Сесар Ферер като главния заподозрян за евентуалното ѝ убийство. Решен да не позволи дъщеря му Ноелия да бъде отнета, Сесар поема разследването в свои ръце. Докато се опитва да открие причините за изчезването на съпругата си, той открива двойствения живот, който е водила и за който не е подозирал, включително любовник, принадлежащ към богато и влиятелно семейство. Ключов момент, който променя хода на историята, е откритието, че Адриана има сестра, която не е виждала от детството си. Сесар открива болезнени тайни от миналото на съпругата си. С напредването на историята се разбира, че Адриана Молина не е жената, за която всички са я мислили, за добро или лошо.

## Актьори
- Арап Бетке – Сесар Ферер
- Алтаир Харабо – Камила дел Рио
- Мария Елиса Камарго – Адриана Молина
  - Ема София Енрикес – Адриана (дете)
- Родриго Гирао – Франсиско Хавиер дел Рио
- Синтия Клитбо – Рената дел Рио
- Едуардо Яниес – Паскуал дел Рио
- Пепе Гомес – Хесус Марин
- Алберто Касанова – Елвис Барос
- Алисия Мачадо – Алехандра Едуардс
- Беатрис Валдес – Елвира Гомес
- Габриела Вергара – Ева Рохас
- Патрисио Гаярдо – Томас дел Рио
- Барбара Гарофало – Инес Урутия
- Мария Лаура Кинтеро – Линда Маркес
- Айлин Мухика – Росио Хименес
- Камила Нуниес – Ноелия Ферер
- Енеида Маскети – Доня Грасия
- Мануела Корсо – Естела Монтоя
- Хесус Насер – Мануел
- Анджело Джамайка – Моисес Алто
- Чела Ариас – Олга
- Франсиско Порас – Плуто
- Карла Пениче – Ивон Гонсалес
- Денис Новоа – Хасинта Самора
- Хосе Мисраи – Ескобар
- Хосе Алберто Торес – Федерико
- Есекиел Монталт – Раймундо Едуардс
- Камила Артече – Вероника Баеса
- Архелия Гарсия – Луиса Уйола
- Ванеса Лион – Паола
- Каролина Перпетуо – Никол
- Неер Жаклин Брисеньо – Монха
- Карлос Акоста-Милиян – Отец Алберто
- Ема Мисраи – Сестра Сусана

## Продукция

### Развитие
На 15 февруари 2022 г. теленовелата е обявена на събитието за виртуална прожекция на Телемундо с работно заглавие Виновен или невинен (на испански: Culpable o inocente). На 16 май 2022 г. теленовелата е представена заедно с концептуален трейлър по време на предстоящото представяне на Телемундо за телевизионния сезон 2022-23 г. На 13 август 2022 г. е обявено, че официалното заглавие на теленовелата е Игра на лъжи. Записите на продукцията започват на 15 август 2022 г. в Маями, САЩ, и приключват на 3 декември 2022 г., като са потвърдени 80 епизода.

### Кастинг
На 28 юли 2022 г. Алисия Мачадо обяви участието си в теленовелата. На 13 август 2022 г. Арап Бетке, Алтаир Харабо и Мария Елиса Камарго са обявени за главните роли и обширен списък с актьори е публикуван в прессъобщение.

## Музика
Juego de mentiras (soundrack) е албумът със саундтрака на теленовелата. Издаден е от Дискос Телемундо на 16 май 2023 г. в дигитални платформи. Има 16 песни, композирани от Хорхе Авенданьо, в допълнение към основната песен, изпълнена от Алекс Синтек заедно с Ронкиу. Цялата допълнителна музика е композирана от Хорхе Авенданьо.
| 1.    | Juego de mentiras (Full Mix)   | 3:56 |
| 2.    | Be Careful                     | 1:52 |
| 3.    | Delusion                       | 2:21 |
| 4.    | Dirty Face                     | 1:51 |
| 5.    | En La Intriga 01               | 2:13 |
| 6.    | Faded Memories                 | 2:04 |
| 7.    | Far Away                       | 3:05 |
| 8.    | In Trouble                     | 2:24 |
| 9.    | La Tristesse                   | 2:20 |
| 10.   | Obsesiones                     | 2:43 |
| 11.   | Pas&Eva - Misterios (Full Mix) | 2:28 |
| 12.   | Preguntas sin Respuesta Recaps | 2:02 |
| 13.   | Run & Hide                     | 1:13 |
| 14.   | Ruta de Escape                 | 1:12 |
| 15.   | Taking the Pulse               | 1:49 |
| 16.   | Una Duda Interminable          | 3:34 |
| 17.   | Wild End Strings               | 1:04 |
| 38:19 |                                |      |

## Награди и номинации
- Награди PRODU 2023

| Категория                                       | Номинация                                   | Резултат   |
| ----------------------------------------------- | ------------------------------------------- | ---------- |
| Най-добра музикална тема за сериал и теленовела | «Juego de mentiras» (Алекс Синтек и Ронкиу) | Номинирана |